# 沈欽霖
沈欽霖（1769年10月15日—1834年1月28日），榜名欽臨，字仲亭，一字芝堂，江蘇吳江縣人，清朝官員。

## 生平
嘉慶六年（1801年）辛酉恩科進士，官中書。嘉慶十年（1810年），典試湖南庚午科鄉試。因失察家丁滋事，革職。道光二年（1822年），派充實錄館詳校官，議敘一等。道光四年（1824年）八月，除授福建福州府平潭同知。道光六年（1826年）五月，署邵武府清軍同知。道光九年（1829年）三月，署興化府知府。道光十二年（1832年）調署任台灣府海防兼南路理番同知。到任伊始，即逢嘉義張丙起事，守城有功，事平賞戴花翎，以知府歸部儘先選用。道光十三年十二月十九日卒於任。